# Charlie Carrel
Charles Francis „Charlie“ Carrel (* 7. November 1993 in Saint Brélade, Jersey, Kanalinseln) ist ein professioneller britischer Pokerspieler aus England.

## Persönliches
Carrel verdiente sein Geld vor seiner Pokerkarriere zeitweise als Drogendealer und nahm auch selbst Drogen. Bei ihm wurde das Asperger-Syndrom diagnostiziert. Er lebt in London.

## Pokerkarriere

### Online
Carrel spielt auf der Onlinepoker-Plattform PokerStars unter dem Nickname Epiphany77. Er zahlte zu Beginn 10 Pfund ein und konnte im April 2017 eine Bankroll von über 3 Millionen Pfund aufweisen. Dafür spielte er zeitweise jeden Tag rund 16 Stunden online. Im September 2016 gewann Carrel ein Turnier der World Championship of Online Poker und erhielt dafür über 60.000 US-Dollar Preisgeld. Ende Mai 2017 gewann er das Main Event der Spring Championship of Online Poker, dessen Finaltisch er aufgrund von Internetproblemen in einem Starbucks gespielt hatte, mit einer Siegprämie von rund 1,2 Millionen US-Dollar.

### Live

#### Werdegang
Seit 2014 nimmt Carrel auch an renommierten Live-Turnieren teil.
Carrel gewann Ende November 2014 das Main Event der Grosvenor UK Poker Tour in London mit einer Siegprämie von umgerechnet 170.000 US-Dollar. Im März 2015 erreichte er beim High-Roller-Event der European Poker Tour (EPT) auf Malta den Finaltisch und beendete das Turnier auf dem fünften Platz für knapp 200.000 Euro Preisgeld. Anfang Mai 2015 gewann Carrel das EPT High Roller in Monte-Carlo und erhielt dafür über 1,1 Millionen Euro. Im Sommer 2015 war er erstmals bei der World Series of Poker im Rio All-Suite Hotel and Casino am Las Vegas Strip erfolgreich und kam zweimal ins Geld, u. a. belegte er den 940. Platz im Main Event. Mitte Dezember 2016 belegte Carrel beim Super-High-Roller-Event der EPT in Prag den zweiten Platz für rund 535.000 Euro Preisgeld. Bei der ersten Austragung der PokerStars Championship wurde er im Januar 2017 auf den Bahamas beim Event der Super High Roller ebenfalls Zweiter und erhielt dafür über eine Million US-Dollar. Anfang November 2017 belegte Carrel beim 111.111 Euro teuren High Roller for One Drop der World Series of Poker Europe im King’s Resort in Rozvadov den neunten Platz für knapp 300.000 Euro Preisgeld. Ende April 2019 erreichte er bei der EPT in Monte-Carlo drei Finaltische und sicherte sich Preisgelder von rund 600.000 Euro. Anfang August 2019 gewann Carrel ein Turnier der Triton Poker Series in London und sicherte sich eine Siegprämie von umgerechnet mehr als 1,6 Millionen US-Dollar. Ende August 2019 belegte er bei einem Event der EPT in Barcelona den zweiten Platz und erhielt über 480.000 Euro.
Insgesamt hat sich Carrel mit Poker bei Live-Turnieren mehr als 9,5 Millionen US-Dollar erspielt.

#### Preisgeldübersicht
| Jahr   | Preisgeld (in $) | Turniersiege |
| ------ | ---------------- | ------------ |
| 2014   | 186.220          | 1            |
| 2015   | 1.509.380        | 2            |
| 2016   | 2.123.643        | 3            |
| 2017   | 2.444.013        | 0            |
| 2018   | 198.381          | 0            |
| 2019   | 3.110.138        | 1            |
| 2020   | 0                | 0            |
| 2021   | 29.557           | 0            |
| 2022   | 12.732           | 1            |
| 2023   | 0                | 0            |
| gesamt | 9.614.064        | 8            |